# Lac de Saint-Front
Le lac de Saint-Front est un lac de la Haute-Loire, en région Auvergne-Rhône-Alpes et la source de la Gagne, un affluent droit de la Loire.

## Géographie
Le lac de Saint-Front se situe sur la commune homonyme de Saint-Front à l'altitude 1 236 m. Il est alimenté par des sources souterraines. Il s'agit d'un cratère volcanique d'explosion de type maar comme l'indique sa forme circulaire. Sa circonférence est de 2 km, soit une surface de près de 30 hectares, sa profondeur de 10 m. Des sondages dans la vase comblant le lac, semblent attester une profondeur dépassant les 100 mètres ! Peu profond et situé à 1236 mètres d’altitude, le lac est souvent gelé en hiver.
Son origine remonterait à 130 000 ans avant notre ère.

## Aménagements
L'activité de pêche est développée par le propriétaire des lieux. La pêche se pratique en barque, float tube ou à partir du bord.
Une colonie de vacances, un élevage piscicole (établi au XIXe siècle,) font face au hameau Le Lac. Les sentier de grande randonnée GR 40 et GR 430 passe à côté ainsi que le tour du Mézenc-Gerbier. Une station de mesure est implantée et référencée depuis 2008.

## Classement
Le lac de Saint-Front est classé en Zone naturelle d'intérêt écologique, faunistique et floristique (ZNIEFF) de type 1.